# Avenida Dr. Néstor Kirchner (Formosa)
La avenida Néstor Kirchner es una de las principales arterias de la Ciudad de Formosa, en Argentina. Es la continuación de la Avenida González Lelong.

## Historia
La avenida nace en el año 1960 y es pavimentada en 2005. Su denominación original era González Lelong, para luego cambiar a Avenida Paseo de las Américas y finalmente adoptar el nombre de Néstor Kirchner.
Posee una plazoleta que divide los carriles.

## Recorrido
La avenida nace donde finaliza la Avenida González Lelong, al 1.800 y corta en la Avenida Circunvalación Gendarmería Nacional, al  4.600. Algunos lugares emblemáticos son:
- Estación de Servicio YPF
- Hospital de Alta Complejidad Presidente Perón
- Banco de Formosa
- Mercado Frutihortícola
- Colegio Scalabrini Ortiz
- Estadio Polideportivo Cincuentenario
- Albergue Evita
- Parque Paraíso de los niños
- Monumento al Dr. Néstor Carlos Kirchner.

Numerosos proyectos de altura destinada a departamentos se ejecutarán en el futuro sobre esta avenida.